# Gatling (Schiff)
Die USS Gatling (DD-671) war ein Zerstörer der Fletcher-Klasse der United States Navy.
Sie wurde nach dem amerikanischen Erfinder Richard Jordan Gatling benannt.

## Geschichte
Die Gatling lief am 20. Juni 1943 vom Stapel und wurde am 19. August 1943 in Dienst gestellt.

### Zweiter Weltkrieg
Nach den Probefahrten vor den Bermudas und einem Abstecher im November nach New York wurde die Gatling zur Norfolk Naval Base abkommandiert, um von dort aus Ausbildungsfahrten mit den zukünftigen Besatzungen der noch im Bau befindlichen Zerstörer zu unternehmen.
Am 19. November 1943 lief sie nach Trinidad aus, um von dort den Leichten Flugzeugträger Langley zurück nach Norfolk zu geleiten. Am 3. Dezember lief sie mit dem Flugzeugträger Intrepid Richtung Panama-Kanal aus und geleitete ihn bis San Francisco, wo beide Schiffe am 22. Dezember eintrafen. Schon am nächsten Tag lief sie nach Pearl Harbor aus.

#### 1944
Am 19. Januar 1944 wurde die Gatling der Fast Carrier Task Force zugeteilt und unterstützte diese bei der bevorstehenden Landung auf den Marshallinseln. Anschließend war sie an den Angriffen der Task Force auf japanische Außenposten beteiligt.
Als im Februar 1944 die ersten Luftangriffe auf Truk begannen, gab die Gatling Feuerunterstützung. Schon wenige Tage später diente sie als Eskorte der Geleitflugzeugträger bei Angriffen auf die Marianen. Im März beteiligte sie sich an den Angriffen auf Emirau und Anfang April unterstützte sie Luftangriffe auf die Palauinseln. Während der Landung auf Hollandia (Operation Reckless) und auf Aitape (Operation Persecution) vom 21. bis 27. April diente die Gatling als Radar-Vorposten und führte die Kampfflugzeuge zu ihren Angriffen oder zurück zu ihren Trägern. Nach erneuten Angriffen auf Truk unterstützte die Gatling die Eroberung der Marianen vom 10. Juni bis 5. Juli 1944. In der Schlacht in der Philippinensee wurde die Gatling für den Abschuss von sechs feindlichen Flugzeugen ausgezeichnet.
Noch im gleichen Monat gehörte sie zu einer Trägerkampfgruppe die Luftschläge gegen die Palauinseln unternahm und die japanischen Stellungen auf Yap und Ulithi zerstörte. Anfang August führte die Gatling Küstenbeschießungen auf den Bonininseln durch und im September geleitete sie die Träger zu wiederholten Angriffen auf japanische Ziele auf den Philippinen.
Es folgten Angriffe auf Okinawa am 10. Oktober und auf Formosa, Luzon und Visayas vom 11. bis 23. Oktober. Am 24. Oktober wurde der Leichte Flugzeugträger Princeton in der Schlacht in der Sibuyansee durch Bombentreffer versenkt. Die Gatling rettete über 300 der Überlebenden. Für ihren heldenhaften Einsatz bei der Rettung wurden sechs Besatzungsmitglieder mit der Navy and Marine Corps Medal und 16 weitere mit dem Bronzestern ausgezeichnet.
Die Gatling setzte die Überlebenden auf Ulithi ab und schloss sich wieder der Trägerkampfgruppe an, die von November bis Dezember Angriffe auf die Philippinen durchführte. Nach dem Taifun Cobra, in dem drei Zerstörer gekentert waren, suchte die Gatling nach Überlebenden und konnte noch über 100 Mann aus der See retten.

#### 1945
Zu Weihnachten 1944 kehrte die Gatling nach Ulithi zurück. Die Task Force lief am 29. Dezember wieder aus, um im Januar 1945 Ziele auf Formosa und Luzon anzugreifen. In der Hoffnung, die japanische Flotte in diesem Seegebiet aufspüren und vernichten zu können, entsandte Admiral William Halsey den Verband am 10. Januar ins Südchinesische Meer, von wo aus Angriffe auf Ziele in Indochina und an der chinesischen Küste geflogen wurden.
Mitte Februar begannen die Träger mit Angriffen auf Honshū mit Tokyo als Hauptziel. Als Teil einer Vorpostenlinie näherte sich die Gatling dabei bis auf 40 Meilen (75 km) der Insel Honshū. Am 19. und 20. Februar geleitete sie als Teil der DESDIV99 das Schlachtschiff North Carolina den Schweren Kreuzer Indianapolis nach Iwojima. Nach Rückkehr zu ihrer Trägerkampfgruppe beteiligte sich die Gatling Ende Februar Anfang März wieder an den Angriffen gegen Honshū und Okinawa. Danach fuhr sie allein nach Iwo Jima zurück und zerstörte während des März japanische Küstenbatterien. Während dieses Einsatzes nahm sie die Besatzung einer nach einem Angriff auf Nagoya notgewasserten Boeing B-29 an Bord.
Am 29. März 1945 verließ sie Iwo Jima, um nach der erfolgreichen Einnahme der Insel Guam den Rücktransport der eingesetzten Truppen zu begleiten. Danach verließ der Zerstörer das Kampfgebiet und kehrte zur Instandsetzung und zur Erholung der Besatzung nach San Francisco zurück, wo er am 18. April eintraf.
Nach den Reparaturen und einer kurzen Ausbildungsfahrt eskortierte die Gatlig das Schlachtschiff New Jersey und den Leichten Kreuzer Biloxi nach Eniwetok. Unterwegs beschoss sie noch die japanische Garnison auf der Insel Wake. Bei ihrem Eintreffen in Guam am 9. August erhielt man die Nachricht, dass Japan die Bedingungen der Potsdamer Deklaration angenommen hat und bereit ist, zu kapitulieren. Die Gatling führte einen Geleitzug aus Truppentransportern an, der sich vor Japan mit der 3. Flotte traf und mit dieser am 3. September 1945 als Teil der Allied Naval Occupation Forces in die Bucht von Tokyo einlief.
Während ihres Kriegseinsatzes hatte die Gatling 175.000 Meilen (320.000 km) zurückgelegt und 77 Tonnen Munition verschossen. Sie versenkte zwei feindliche Schiffe und schoss acht japanische Flugzeuge ab. Neben ihren beiden Rettungsmissionen wurden noch 37 Insassen abgestürzter Flugzeuge aus dem Meer gerettet. Während der zweijährigen Einsatzzeit waren trotz der Gefahren keine Toten unter der Besatzung zu beklagen.
Am 16. Juli 1946 wurde die Gatling außer Dienst gestellt und der Atlantik-Reserveflotte in Charleston (South Carolina) zugeteilt.

### 1951–1960
Nach Beginn des Koreakrieges wurde der Zerstörer am 4. Juni 1951 in Charleston wieder in Dienst gestellt. Bis August 1952 war die Gatling vor der Atlantikküste der USA und bei den Westindischen Inseln eingesetzt, bevor sie zur Modernisierung zum Philadelphia Naval Shipyard verlegt wurde.
Am 3. Juni 1953 traf sie in Tokyo ein, wo sie sich der Task Force 77 anschloss, die United Nation Forces in Korea unterstützte.
Am 2. Mai 1960 wurde die Gatling erneut außer Dienst gestellt und wieder der Atlantik-Reserveflotte zugewiesen. Am 1. Dezember 1974 wurde das Schiff aus dem Naval Vessel Register gestrichen und am 22. Februar 1977 an die Union Minerals & Alloys Corp. zum Abwracken verkauft.

## Auszeichnungen
Die Gatling erhielt für ihren Einsatz im Zweiten Weltkrieg acht Battle Stars und für ihren Einsatz im Koreakrieg einen Battle Star.